# Tramwaje w Detroit
Tramwaje w Detroit – system komunikacji tramwajowej w Detroit. Tramwaje kursowały w latach 1863–1956 i ponownie od 12 maja 2017 roku.

## Historia
Tramwaje w Detroit uruchomiono w 1863 roku w trakcji konnej. W 1886 sieć zaczęła być sukcesywnie elektryfikowana. W 1956 roku sieć została ostatecznie zamknięta.
Jedyna obecnie istniejąca linia Q-Line o długości 10 km została uruchomiona 12 maja 2017 roku. Jej trasa biegnie z Woodwark Avenue na przedmieścia i jest pozbawiona wydzielonego torowiska. Trasę obsługują cztery (łącznie zakupiono sześć) pojazdy zakupione w czeskiej firmie Inekon. W planach jest przedłużenie linii i budowa kolejnych.

Logo tramwaju
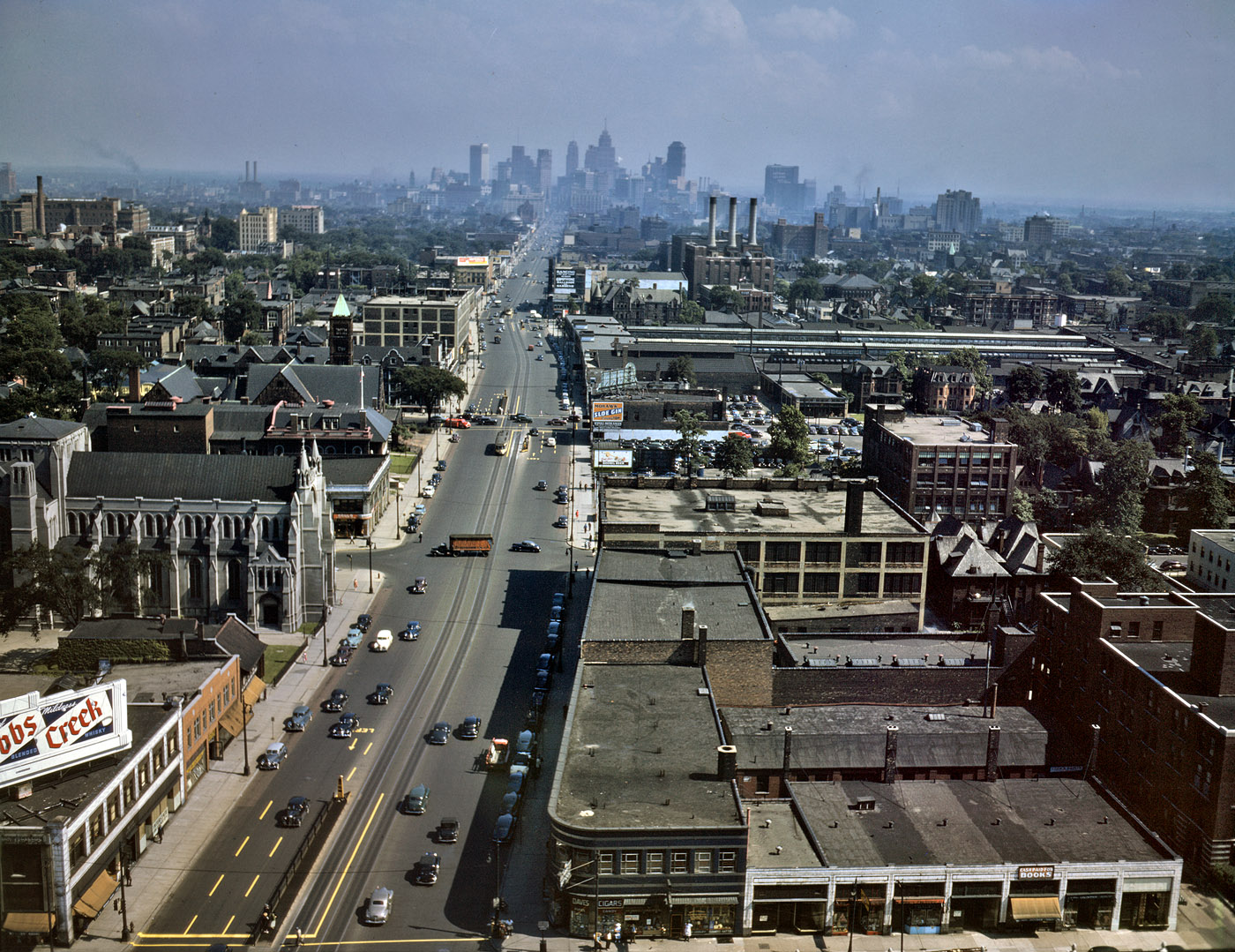
Torowisko na Woodward Avenue w 1942 r.